# Diocesi di Die

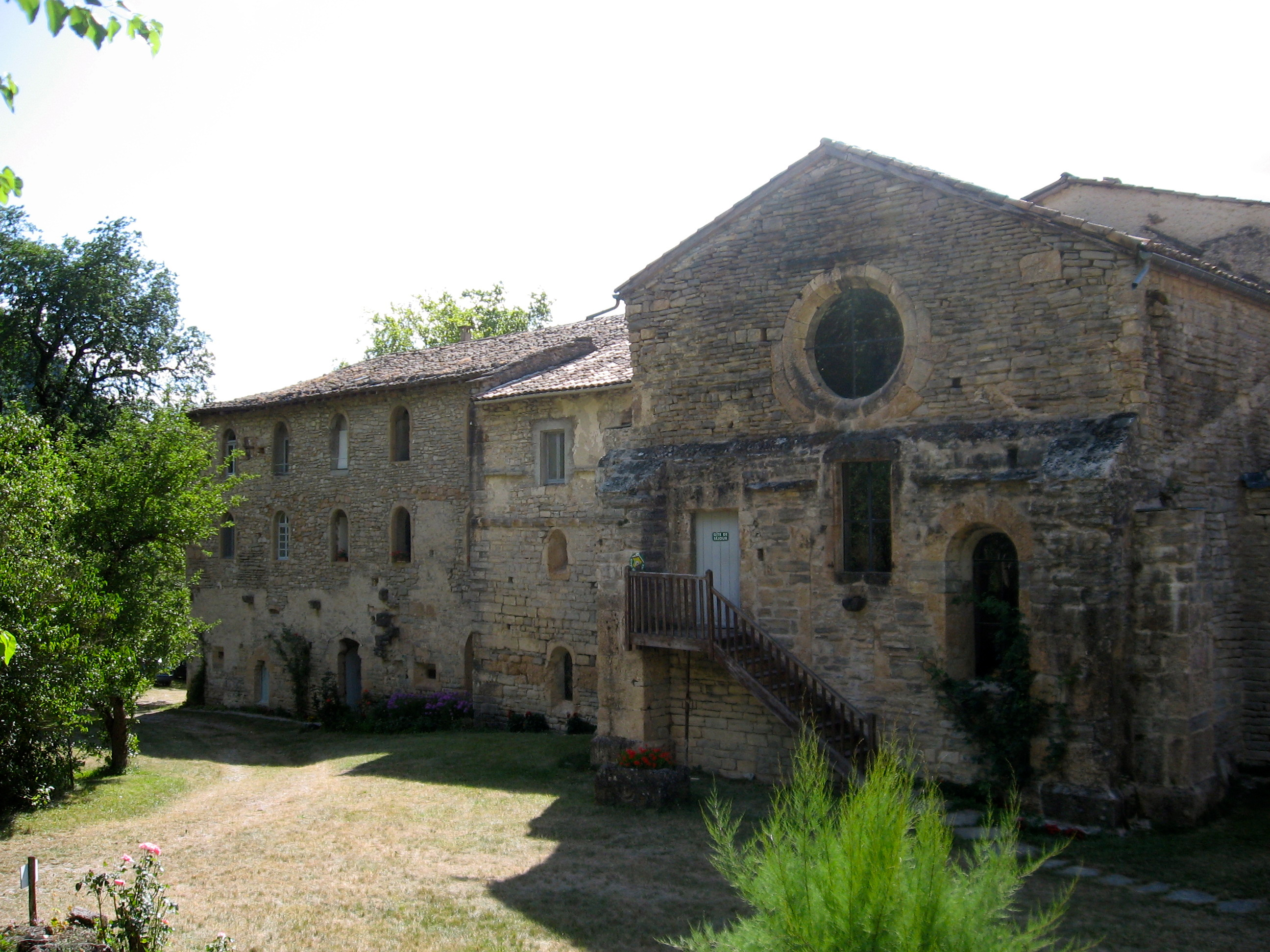
Ruderi dell'abbazia cistercense di Valcroissant.

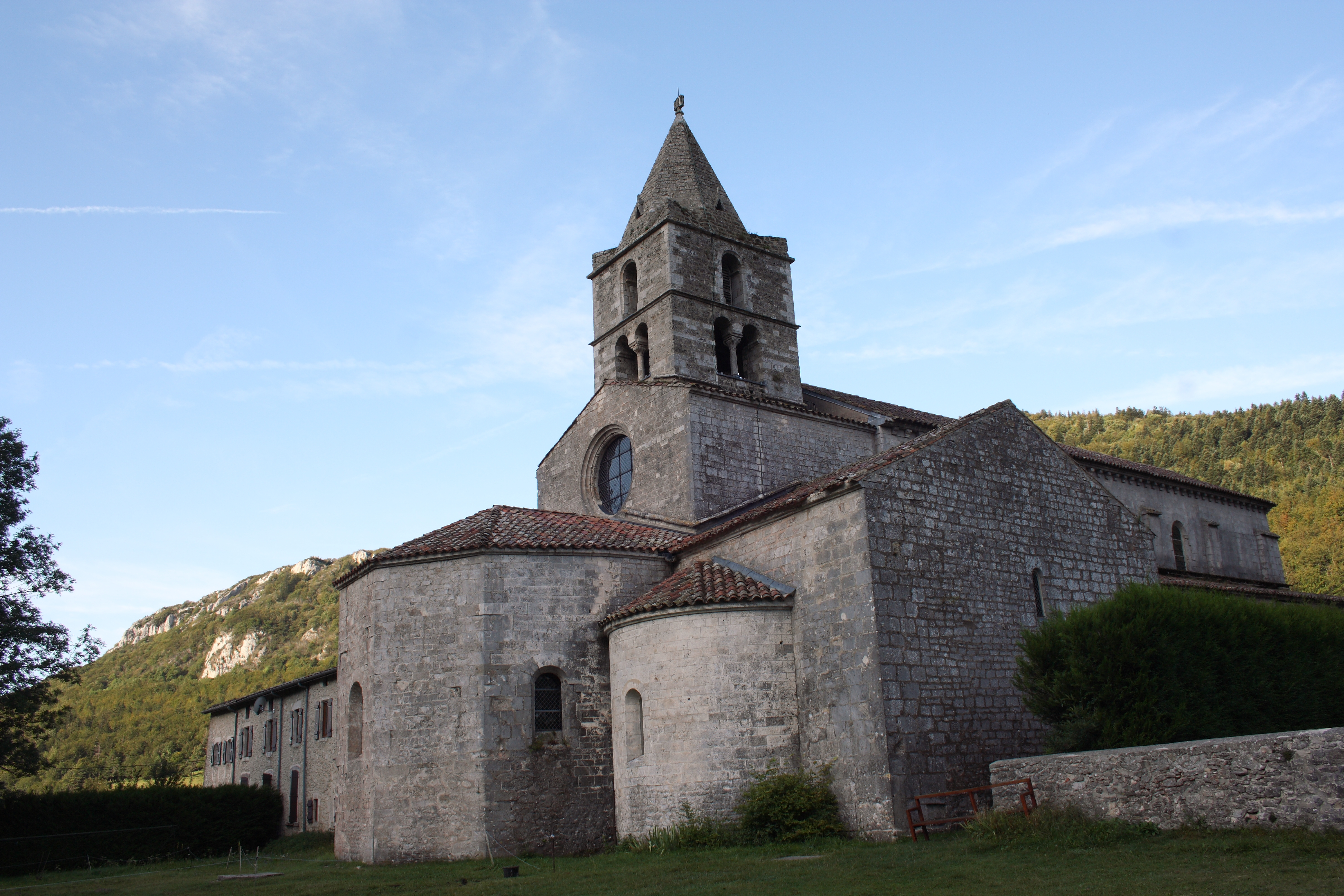
Il monastero cistercense di Léoncel.

La diocesi di Die (in latino Dioecesis Diensis) è una sede soppressa della Chiesa cattolica.

## Territorio
Sede vescovile era la città di Die nell'attuale dipartimento della Drôme, dove fungeva da cattedrale la chiesa di Nostra Signora Assunta.
Nel 1741 la diocesi comprendeva circa 190 parrocchie. Di queste la maggior parte si trovavano nel Delfinato, mentre alcune erano collocate nel Contado Venassino ed altre in Provenza.

## Storia
Le origini della diocesi si fanno risalire al III secolo, benché il primo vescovo storicamente certo sia stato Nicasio, unico prelato della Gallia presente al concilio di Nicea del 325.
Gallia Christiana fa precedere Nicasio da quattro vescovi, sulla cui storicità però ci sono molti dubbi. Così pure i vescovi Celso, Costantino e Progetto; Duchesne e Gaillard inseriscono al loro posto il vescovo Audenzio, presente a diversi sinodi regionali promossi da sant'Ilario. A partire da Petronio la serie episcopale è abbastanza completa.
La diocesi entrò in crisi all'inizio dell'XI secolo: culmine del degrado spirituale dei suoi vescovi fu la deposizione di Lancelin per simonia nel 1073. Dopo di lui una serie di santi vescovi cistercensi risollevò le sorti della diocesi, aiutati dalla contemporanea fondazione di monasteri riformati a Léoncel, a Bouvantes e a Valcroissant.
Nel 25 settembre 1275, mentre era ancora in carica il vescovo Amédée de Genève, la diocesi di Die fu unita aeque principaliter a quella di Valence, che assunse contestualmente il nome di diocesi di Valence e Die. A Die fu nominato un vicario generale. L'unione perdurò fino al 7 luglio 1692, quando in concistoro papa Innocenzo XII decise di separare nuovamente le due sedi.
Tra il 1130 e il 1250, anno della consacrazione, venne costruita la cattedrale dell'Assunta, che a causa dei danni subiti durante il periodo della riforma protestante, fu ricostruita nel XVII secolo. La cattedrale ebbe un messale, un graduale ed un breviario proprio, redatti tra XIV e XV secolo, segno della vitalità di questa chiesa, non attenuata dall'unione con Valence. Nel 1450 nella sola città di Die sono attestati 409 chierici su 2.000 abitanti.
La riforma protestante ebbe un largo seguito a Die. Il vicario generale si convertì alle novità provenienti dalla Germania e nel marzo 1561 400 abitanti della città episcopale aderirono alla nuova religione; il 31 luglio dello stesso anno si tenne a Die un sinodo provinciale dei riformati. Nel 1601 fu fondata un'università protestante. L'editto di Nantes riconobbe Die come città libera per i riformati. La controriforma cattolica ebbe difficoltà ad imporsi e non di rado a prezzo di molto sangue versato; nel 1688 la cattedrale, distrutta dai protestanti, venne ricostruita; nel 1692 fu aperto il seminario; nel 1705 viene pubblicato un catechismo diocesano.
Durante la rivoluzione francese il vescovo Gaspard-Alexis de Plan des Augiers abbandonò la diocesi, che fu affidata alle cure di validi preti, alcuni dei quali furono protetti e nascosti dai protestanti.
La diocesi fu soppressa in seguito al concordato con la bolla Qui Christi Domini di papa Pio VII del 29 novembre 1801 e il suo territorio incorporato in quello delle diocesi di Grenoble e di Valence.
Un decreto della Sacra Congregazione Concistoriale del 12 giugno 1911 autorizzò il vescovo di Valence e i suoi successori ad aggiungere al loro titolo quello della sede soppressa di Die.

## Cronotassi dei vescovi
- San Marzio ? †
- Igerio ? †
- Leone ? †
- Servilio ? †
- San Nicasio † (menzionato nel 325)
- Celso ? † (356)
- Audenzio † (prima del 439 - dopo il 450)
- Costantino ? † (dopo il 441)
- Progetto ? †[2]
- San Petronio † (circa 453 - 10 gennaio circa 463 deceduto)
- San Marcello † (maggio 463 - 17 gennaio 510 deceduto)
- Seculazio † (prima del 517 - dopo il 523)
- Lucrezio † (prima del 541 - dopo il 573)
- Paolo † (menzionato nel 585)
- Massimo † (menzionato nel 614)[3]
- Prestanzio ? † (739)
- Aramando ? † (767)[4]
- Desiderato † (menzionato nel 788)
- San Vilfino o Vulfino o Ulfino † (prima metà dell'VIII secolo)
- Remigio † (menzionato nell'859)
- Aurelio † (menzionato nell'875)
- Hemico † (prima dell'876 - dopo l'879)
- Achideo † (menzionato nel 956)
- Gisenodo ? † (965)[5]
- Wualdo † (menzionato nel 977 circa)
- Conon † (menzionato nel 1037)
- Pierre I † (prima del 1055 - dopo il 1056)
- Lancelin † (? - 1073 deposto)
- Ugo di Romans, O.Cist. † (16 marzo 1074 - circa 1085 nominato arcivescovo di Lione)[6]
- Bernard †
- Sant'Ismidon de Sassenage † (circa 1095 - 30 settembre 1115 deceduto)
- Pierre II † (circa 1116 - dopo il 1119)
- Étienne † (prima del 1121 - 1127 deceduto)
- Sant'Olderico † (? - circa 1130 dimesso)
- Hugues † (prima del 1144 - 1159 deceduto)
- Pierre III † (prima del 1163 - dopo il 1173)
- Beato Bernard † (menzionato nel 1176)
- Robert † (prima del 1178 - dopo il 1187)
- Jarente de Quint I † (menzionato nel 1193)
- Humbert I † (circa 1196 - 1203 deceduto)
- Santo Stefano di Châtillon, O.Cart. † (? - 7 settembre 1208 deceduto)
- San Désiré de Forcalquier, O.Cart. † (prima del 1213 - dopo il 1222)
- Bertrand D'Étoile † (1224 - 1235)
- Humbert II † (1237 - 1245 dimesso)
- Amédée de Genève † (prima del 1251 - 22 ottobre 1276 deceduto)
  - Sede unita con Valence (1275-1692)
- Armand de Montmorin Saint-Hérem † (7 luglio 1692 - 19 luglio 1694 nominato arcivescovo di Vienne)
- Séraphin de Pajot de Plouy † (13 settembre 1694 - circa ottobre 1701 deceduto)
- Gabriel de Cosnac † (12 giugno 1702 - 24 luglio 1734 dimesso)
- Daniel de Cosnac † (27 settembre 1734 - 22 agosto 1741 deceduto)
- Gaspard-Alexis de Plan des Augiers † (20 dicembre 1741 - 16 gennaio 1794 deceduto)
  - Sede vacante (1794-1801)